# مککینلیویل (کالیفرنیا)
مککینلیویل (به انگلیسی: McKinleyville) یک منطقهٔ مسکونی در ایالات متحده آمریکا است که در شهرستان هامبولت، کالیفرنیا واقع شده‌است. مککینلیویل ۵۴٫۴۲۶ کیلومتر مربع مساحت و ۱۵٬۱۷۷ نفر جمعیت دارد و ۴۳ متر بالاتر از سطح دریا واقع شده‌است.